# Paul Laxalt

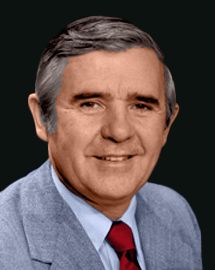
Paul Laxalt (zwischen 1974 und 1987)

Paul Dominique Laxalt (* 2. August 1922 in Reno, Nevada; † 6. August 2018 in McLean, Virginia) war ein US-amerikanischer Politiker der Republikanischen Partei. Er war von 1967 bis 1971 Gouverneur von Nevada und von 1975 bis 1987 US-Senator für diesen Bundesstaat.

## Leben
Paul Laxalt war der Sohn des baskischen Schafhirten Dominique Laxalt und seiner gleichfalls baskischen Frau Thérèse geb. Alpetche, die in Carson City, der Hauptstadt Nevadas, ein Restaurant betrieb. Von 1940 bis 1943 studierte Laxalt an der Santa Clara University in Kalifornien. Anschließend diente er während des Zweiten Weltkrieges als Sanitäter der US Army, unter anderem in der Schlacht im Golf von Leyte während der US-amerikanischen Invasion der Philippinen. Sein nach dem Krieg an der University of Denver und der University of Denver Law School fortgesetztes Studium schloss er 1949 ab. Von 1950 bis 1954 war er Bezirksstaatsanwalt des 1969 aufgelösten Ormsby County in Nevada.
1962 wurde Laxalt zum Vizegouverneur Nevadas gewählt. Dieses Amt hatte er bis 1966 inne. 1964 verlor er bei den Wahlen zum Senat der Vereinigten Staaten mit weniger als 100 Stimmen gegen den amtierenden Senator Howard Cannon. 1966 wurde er zum Gouverneur Nevadas gewählt und beendete damit die zweite Amtszeit seines Vorgängers Grant Sawyer. 1970 entschied sich Laxalt gegen eine Wiederwahl als Gouverneur und wurde von Mike O’Callaghan abgelöst. 1974 trat er erneut bei den Wahlen zum US-Senat an und konnte sich diesmal gegen den Vizegouverneur Harry Reid durchsetzen, wenn auch mit einer Mehrheit von weniger als 600 Stimmen.
Während seiner Zeit als Gouverneur entstand eine enge Freundschaft zu Ronald Reagan, der damals Gouverneur von Kalifornien war. Es kam zu einer Zusammenarbeit in vielen Angelegenheiten beiderseitigen Interesses beider Staaten, insbesondere hinsichtlich des Schutzes von Lake Tahoe. Während der späteren Präsidentschaft von Ronald Reagan wurde Laxalt gelegentlich als First Friend bezeichnet.
Als Ronald Reagan sich 1980 zur Präsidentschaftswahl stellte, wurde Paul Laxalt als möglicher Vizepräsident gehandelt, doch statt seiner wurde George Bush von Ronald Reagan ausgewählt. Von 1983 bis 1987 war Laxalt Vorsitzender (General Chairman) der Republikanischen Partei. Anfang 1987 stand er an der Spitze einer kurzen Liste möglicher Nachfolger von Donald Regan, dem Stabschef des Weißen Hauses. Er lehnte jedoch ab, um 1988 (allerdings erfolglos) in den Vorwahlen als Präsidentschaftskandidat der Republikaner anzutreten. Statt seiner empfahl er Howard Baker für den Posten, den dieser auch annahm.
1985 wurde Laxalt von Ronald Reagan auf die Philippinen entsandt, um den amtierenden Präsidenten Ferdinand Marcos über die Sorgen der amerikanischen Regierung hinsichtlich der wirtschaftlichen Entwicklung und der Gefahr eines kommunistischen Aufstands zu informieren. Während der innenpolitischen Krise Anfang 1986 bat Marcos Senator Laxalt um seinen Rat. Dieser soll zu Marcos gesagt haben: „Cut and cut cleanly“. 16 Stunden später verließ Marcos nach 21 Jahren Präsidentschaft die Philippinen und kehrte nie mehr zurück. Ein möglicher Bürgerkrieg war damit abgewendet. 1987 stellte Laxalt sich nicht mehr zu den Senatswahlen. Sein Nachfolger im Senat wurde der spätere Mehrheitsführer Harry Reid.
Laxalt lebte in McLean (Virginia) und war zum zweiten Mal verheiratet. Seine erste Ehefrau war Jackylin Roos, mit der er fünf Töchter und einen Sohn hat. Seine zweite Frau Carol hat eine Tochter aus früherer Ehe. Sein Bruder Robert Laxalt war Schriftsteller. Sein Enkel Adam Laxalt kandidierte bei den Wahlen zum Senat der Vereinigten Staaten 2022.
Paul Laxalt starb am 6. August 2018 im Alter von 96 Jahren.